# Gazon

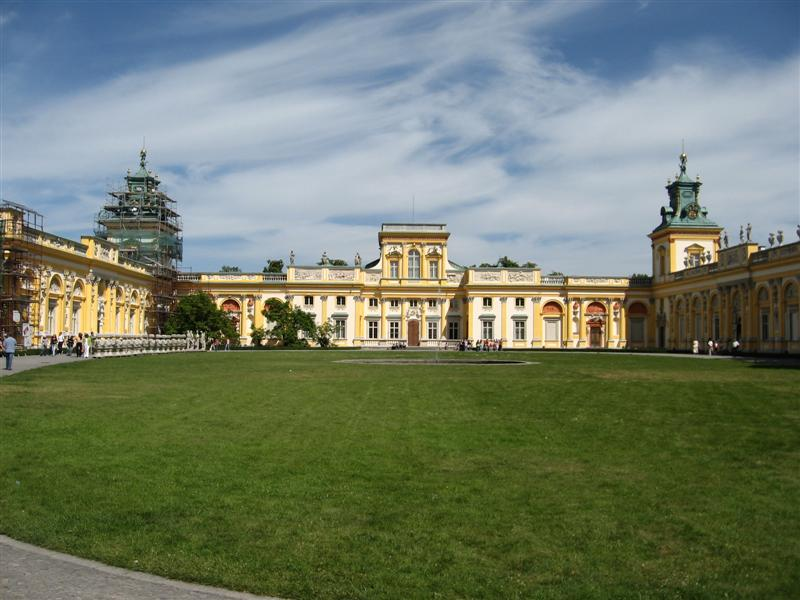
Gazon przed wejściem do pałacu w Wilanowie, w środku fontanna.

Gazon (fr. le gazon – darń, murawa) – duży, ozdobny trawnik w kształcie prostokąta, koła lub owalu znajdujący się na podjeździe do pałacu lub dworu, otoczony wokół drogą dojazdową kończącą się bezpośrednio przed wejściem do rezydencji. Gazon może być ozdobiony klombami kwiatowymi, kompozycjami krzewów, ew. pojedynczymi drzewami, oraz fontanną lub innymi drobnymi formami architektonicznymi.
Gazon to również dużych rozmiarów donica z roślinami dekoracyjnymi, umieszczona w przestrzeni publicznej, albo w otoczeniu domu czy rezydencji. 

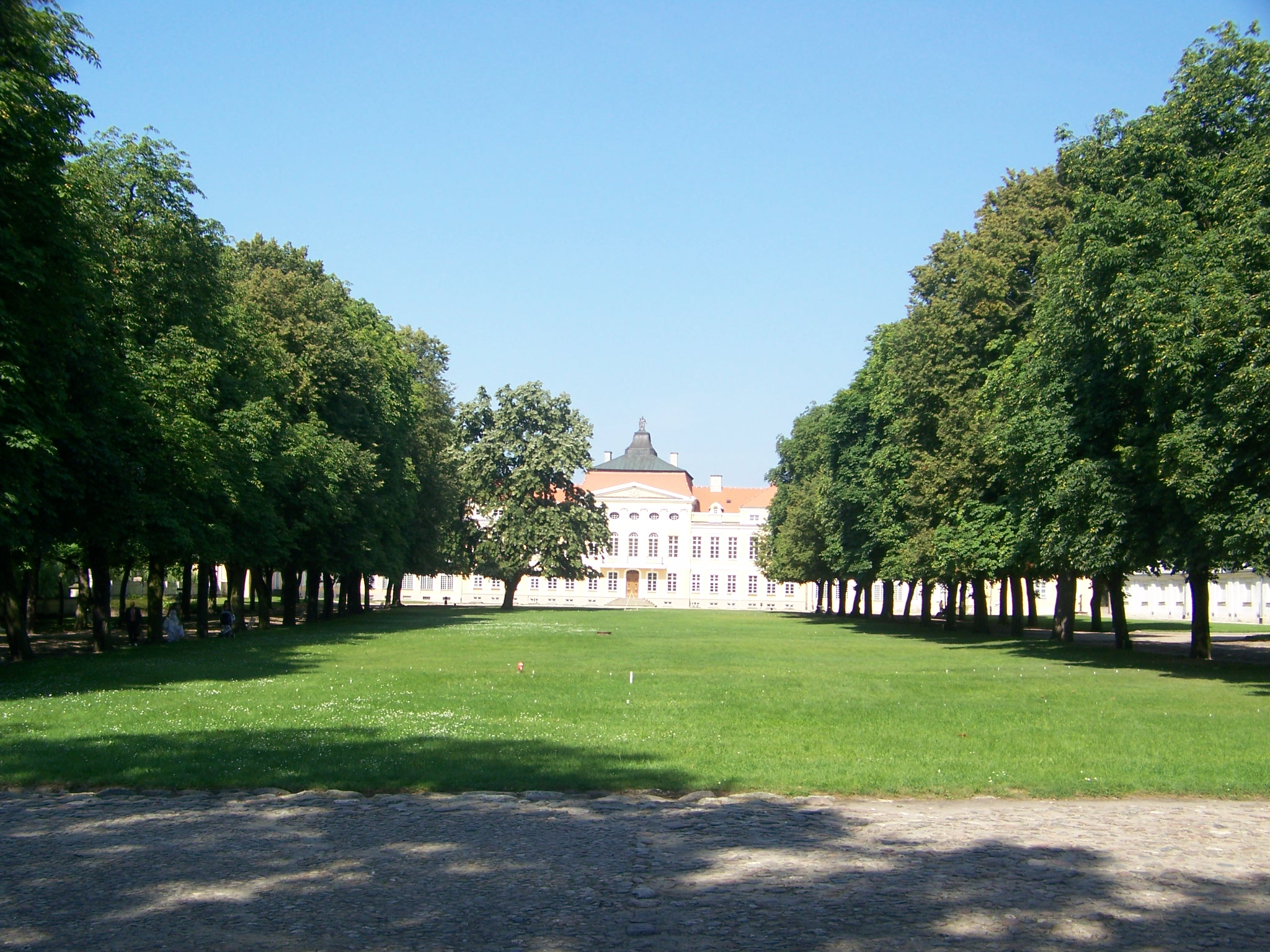
Gazon przed pałacem w Rogalinie